# Axel Cederberg
Axel Fredrik Oscar Cederberg (i riksdagen kallad Cederberg i Umeå, senare i Stockholm och i Saltsjöbaden), född 12 oktober 1837 i Värmdö socken, Stockholms län, död 15 maj 1913 i Stockholm, var en svensk väg- och vattenbyggnadsingenjör, riksdagsman och ämbetsman.

## Biografi
Cederberg blev student vid Uppsala universitet 1855 och avlade 1861 civilingenjörsexamen vid Högre artilleriläroverket på Marieberg. Han blev löjtnant i Väg- och vattenbyggnadskåren 1863, kapten 1877, major 1891, överstelöjtnant 1894 och överste 1901 samt erhöll 1902 avsked.  
Han tjänstgjorde som distriktsadjutant och distriktsingenjör i Väg- och vattenbyggnadsstyrelsen 1866–1885, var byråingenjör 1885–1892, distriktschef 1892–1894 och byråchef 1894–1902.  

### Järnvägen
Efter att under studietiden ha varit elev vid kajbyggnader i Stockholm och vid Strömsholms kanals ombyggnad blev han 1861 nivellör vid statens järnvägsbyggnader samt tjänstgjorde sedermera som nivellör och stationsingenjör vid Borås-Herrljunga Järnväg (1862–1863), som arbetschef vid Växjö-Alvesta Järnväg (1863–1865) och som arbetschef och överingenjör vid Sundsvall-Torpshammars Järnväg (1872–1875).  

### Byggnationer
I de norrländska länen, särskilt i Västerbotten, omfattade hans verksamhet även byggandet av landsvägar och broar samt reglering av flottheter. Han stod även för ritningarna till den så kallade Smörasken (Gamla bankhuset) i centrala Umeå. 
I slutet av 1800-talet anlade Axel Cederberg gården Tomtebo sydost om Nydalasjön utanför Umeå och odlade upp Stora Tavelsjömyran. Gården har givit namn till stadsdelen Tomtebo, även om den inte ligger på den gamla gårdens mark. Tomtebo gård revs sommaren 2016.

### Politiken
Cederbergs goda kännedom om norrländska förhållanden togs ofta i anspråk i det kommunala och politiska livet. Sålunda var han 1869–1871 och 1875–1878 landstingsman i Västerbottens län, 1880–1881 riksdagsman i andra kammaren för Umeå, Nordmalings och Bjurholms tingslags valkrets och 1885–1907 ledamot av första kammaren, invald i Västerbottens läns valkrets. Vidare var han ledamot av den norrländska järnvägskommittén 1885, ordförande i Västerbottens hushållningssällskap 1903 och dess ombud vid hushållningssällskapens möte samma år. Åren 1902–1903 var han förordnad som landshövding för Västerbottens län under Jesper Crusebjörns ministertid. Åren 1892 och 1897 var han ordförande i Svenska Teknologföreningens styrelse.